# Šteyerův kancionál
Kancionál český, podle svého sestavitele Matěje Václava Šteyer SJ obvykle označovaný jako Šteyerův kancionál, byl nejrozšířenější český katolický kancionál období baroka. Poprvé vyšel v Praze v roce 1683, dalších vydání se dočkal v letech 1687 (oproti prvnímu rozšířené), 1697, 1712, 1727 a 1764. Všechna vydání vyšla nákladem Dědictví sv. Václava.